# Mamoru Chiba
Tuxedo Mask (jap. タキシード仮面 Takishīdo Kamen) – fikcyjna postać z serii mang i anime Sailor Moon autorstwa Naoko Takeuchi. Jego imię to Mamoru Chiba (jap. 地場 衛  Chiba Mamoru). Jego imię Mamoru (jap. 衛) oznacza "bronić/chronić", a z kolei jego nazwisko składa się ze znaków kanji znaczących Ziemia (jap. 地 chi) i miejsce (jap. 場 ba). Dzięki temu jego imię może znaczyć "Obrońca Ziemi".
Przemienia się w Tuxedo, aby pomóc głównym bohaterkom serii Sailor Senshi. Z maską na twarzy, aby ukryć swą tożsamość, przeszkadza w działaniach wroga, oferuje porady wojowniczkom, a czasami także pomaga im w walce. Podobnie jak czarodziejki, Tuxedo Mask posiada Sailor Crystal, dzięki któremu sprawuje opiekę nad Ziemią. Posiada również moce psychiczne, w tym psychometrię i moce uzdrawiające, które rozwijają się i stają się ważne dla fabuły w mandze, lecz odgrywają niewielką rolę w pierwszym anime.

## Opis postaci
| Pierwsze wystąpienie |        |            |             |
| Forma                | Manga  | Anime      | Live-action |
| Mamoru Chiba         | Akt 1  | Odcinek 1  | Akt 1       |
| Tuxedo Kamen         | Akt 1  | Odcinek 1  | Akt 1       |
| Książę Endymion      | Akt 9  | Odcinek 35 | Akt 25      |
| Dark Endymion        | Akt 10 | Odcinek 36 | —           |
| Moonlight Knight     | —      | Odcinek 49 | —           |
| Neo King Endymion    | Akt 18 | Odcinek 83 | —           |
| Evil Tuxedo Kamen    | Akt 50 | —          | —           |

Mamoru Chiba jest główną męską postacią serii. Często przedstawiany jako postać opanowana i zamknięta w sobie. W mandze i serialu Sailor Moon Crystal uczy się w prywatnym liceum Moto Azabu, później - jest studentem Uniwersytetu K.O. Sailor Moon Classics od początku mówi, że studiuje w Instytucie Technologii Azabu. W młodym wieku stracił rodziców w wypadku samochodowym. To zablokowało jego wspomnienia z dzieciństwa swojego obecnego życia i odblokowało wspomnienia jego poprzedniego życia jako Księcia Endymiona. Na początku serii śni on o Księżniczce Serenity. Jest nieświadomy swojej podwójnej tożsamości jako Tuxedo; ma bóle głowy i wizje za każdym razem, gdy Usagi wpada w kłopoty – sprawia to, że nieświadomie przemienia się w Tuxedo Mask. Jako Mamoru usiłuje złożyć w całość swoje sny, a jako Tuxedo Mask stara się przypomnieć sobie swoją przeszłość i tożsamość, w trakcie poszukiwania Księżniczki Serenity. Na początku mangi i Sailor Moon Crystal szuka Srebrnego Kryształu w przekonaniu, że w pełni przywróci on jego wspomnienia. W pierwszym anime szuka go, gdyż Księżniczka Serenity prosiła go o to we śnie.
Mamoru i Usagi zostają parą w serii, choć początkowo czują do siebie niechęć. W pierwszym anime Usagi i Mamoru nie znają swojej wspólnej historii i nie wiedzą, że działają razem jako Sailor Moon i Tuxedo. W wersji Crystal, tak jak w mandze dowiadują się o swoich ukrytych tożsamościach. Zarówno w mandze jak i w anime on i Usagi ich relacje są podobne, a romantyczne uczucia rozwijają się później. W anime Mamoru wyjaśnia, że gdy Usagi się zbliża, nie wiedząc dlaczego z jakiegoś powodu czuje się zmuszony do obrażania jej. W mandze ich uczucia się rozwijają zanim odkrywają swoją tożsamość; w anime ich wzajemne uczucia pojawiają na krótko przed objawieniem ich prawdziwej roli. Kiedy stali się parą, pozostają sobie głęboko oddani, a ich miłość przetrwa wiele prób. Usagi nazywa go zdrobniale Mamo-chan. Po dwóch latach bycia razem Mamoru daje Usagi pierścionek zaręczynowy na lotnisku. Ich ślub został pokazany na samym końcu mangi. W przyszłości stają się królem i królową i mają razem dziecko, które nazywają Małą Damą, choć w większości serii znana jest jako Chibiusa.
Manga i tym samym wersja Crystal ukazuje historię Mamoru szerzej, pokazując, że wypadek zdarzył się w dniu jego urodzin. Mamoru również zmaga się ze swoją tożsamością i funkcją w całej mandze, martwiąc się najpierw o jego prawdziwą naturę, a później, gdy wchodzi w drogę Sailor Soldiers. W mandze posiada także  psychometryczne moce, które również pojawiły się w pierwszym anime, ale nie podano ich nazwy. Przejawia się to w jego zdolności do widzenia i odczytywania snów, mocy uzdrawiania ludzi i monitorowania stanu Ziemi. W mandze Mamoru również ma przebite lewe ucho.
Anime nie rozwija na tyle historii Mamoru, ale pokazuje go bardziej towarzyskiego niż w mandze. Chiba wykazuje zainteresowanie w wielu przedmiotach i okazuje się być bardzo inteligentny. Musical Kakyu Ouhi Kourin pokazuje, że jego aspiracją jest zostanie lekarzem.
Tuxedo Mask odgrywa znacznie większą rolę w mandze niż w pierwszym anime. W rzeczywistości wiele przemian Sailor Moon i końcowych zwycięstw jest wynikiem łączenia ich mocy. W końcowej walce z Królestwem Ciemności, Królowa Metalia wchłania Sailor Moon i Tuxedo Mask w siebie. Jednak udaje im się zniszczyć ją od środka, poprzez połączenie ich mocy wraz ze Srebrnym Kryształem. To samo dzieje się w Sailor Moon Crystal.

### Tuxedo Mask
Nazwa "Tuxedo Mask" (jap. タキシード仮面 Takishīdo Kamen) reprezentuje przebranie Mamoru stworzone, aby mógł szukać Srebrnego Kryształu incognito i – później – w celu wsparcia wojowniczek w walce. Oprócz swojej białej maski, nosi czarny smoking z czarną peleryną (czerwoną od spodu), w anime i live-action nosi czarną laskę, której używa jak miecza. Zajmuje on miejsce Sailor Earth.
W pierwszym anime nie ma żadnych specjalnych mocy czy ataków, ale pomaga wojowniczkom w walce i w kłopotach. Na początku nie może kontrolować transformacji, a jego ciało automatycznie (i boleśnie) przekształca, kiedy Sailor Moon jest w niebezpieczeństwie. Pod koniec serii Classics może z własnej woli się przemieniać (początkowo zmienia się przez wyciągnięcie róży z kieszeni). 
W Sailor Moon Crystal posiada ataki z mangi (np. Tuxedo La Smoking Bomber) i tak samo pomaga Sailor Moon i doradza, często ją przy tym ratując. W mandze i wersji Crystal zaczyna jako zwykły złodziej próbując znaleźć Srebrny Kryształ. Luna początkowo radzi Usagi, aby nie ufała Tuxedo, ale z czasem zmienia zdanie, zwłaszcza gdy odkrywa jego prawdziwą tożsamość. 
W mandze, w serii SuperS Helios wzmacnia rolę Tuxedo Mask, ujawniając, że on, jako Książę Golden Kingdom, Elysion, posiada święty kamień w taki sam sposób, w jaki Księżniczka Srebrnego Milenium posiada Srebrny Kryształ. Tym kamieniem jest Złoty Kryształ (ang. Golden Crystal), Sailor Crystal Ziemi.

### Książę Księżycowej Poświaty
Książę Księżycowej Poświaty (jap. 月影の騎士 Tsukikage no Naito; The Moonlight Knight) pojawia się tylko w pierwszej połowie serii anime Sailor Moon R. Gdy pod koniec serii pierwszej, Usagi życzy sobie, by być zwykłą dziewczyną, wszyscy tracą pamięć, w tym Mamoru. Wkrótce potem pojawili się obcy Ail i Ann, zatem Usagi musiała wrócić i walczyć z nimi. Natomiast Mamoru podświadomie pragnął ją nadal chronić i w ten sposób wykreował drugą (niezależną) tożsamość – księcia Księżycowej Poświaty. Po pokonaniu obcych, książę ujawnił swoją tożsamość i ponownie połączył się z Mamoru, co zaowocowało przywróceniem utraconej pamięci.

### Książę Endymion
Książę Endymion (jap. プリンス・エンディミオン Purinsu Endimion; Prince Endymion) był Księciem Koronnym Ziemi w wieku Srebrnego Milenium i mieszkał w Złotym Królestwie, które chroniło Ziemię od wewnątrz. Choć on i strażnik Elysion, Helios, nigdy się nie spotkali osobiście w tym czasie, dzielili wspólne dążenie do ochrony ich planety. Endymion także miał czterech generałów Shiten'nō (jap. 四天王 dosł. Czterej Niebiańscy Królowie), którzy go chronili. On i Księżniczka Serenity zakochali się w sobie i przeciwstawili się temu, że ludzie z Ziemi i ludzie z Księżyca nie mogli się kontaktować ze sobą. W mandze i wersji Crystal, Beryl zabiła Księcia Endymiona w przeszłości. Jednakże w anime to Królowa Metalia zabiła Endymiona i Serenity z przeszłości. Reinkarnacją księcia w XX wieku jest Mamoru Chiba.

## Ataki
- Atak różami (ang. Rose Throw)[3]
- Tuxedo La Smoking Bomber! (jap. タキシード・ラ・スモーキング・ボンバー Takishīdo Ra Sumōkingu Bonbā) tylko w mandze i anime Sailor Moon Crystal
- Pink Sugar Tuxedo Attack! (jap. ピンク・シュガー・タキシード・アタック Pinku Shugā Takishīdo Atakku) tylko w mandze

## Aktorzy
W pierwszym anime głosu Mamoru użyczył Tōru Furuya, a w serialu Sailor Moon Crystal – Kenji Nojima.
W musicalach Sailor Moon w jego rolę wcielili się aktorzy: Mizuki Sano, Yūta Mochizuki, Yūta Enomoto, Hidemasa Edo, Kenji Urai, Yū Shirota, Gyo Miyamoto, a także aktorka Yūga Yamato (była aktorka Takarazuka Revue).
W serialu Bishōjo senshi Sailor Moon rolę Mamoru odegrał Jōji Shibue.

## Odbiór
W 1993 roku, w 15. Anime Grand Prix, organizowanym przez magazyn Animage, postać Mamoru Chiby zajęła 4. miejsce w kategorii: najlepsza postać męska. Rok później był siódmy, a dwa lata później – dwunasty. W pierwszym oficjalnym sondażu popularności postaci z serii Sailor Moon, Tuxedo Mask był dwunastą najbardziej popularną postacią z trzydziestu ośmiu pozycji.
Jonathan Clements i Helen McCarthy opisali go zarówno jako „dzielnego bohatera”, jak i męskiego odpowiednika „dziewczyny w opałach”.